# Csököttszárnyú kárókatona

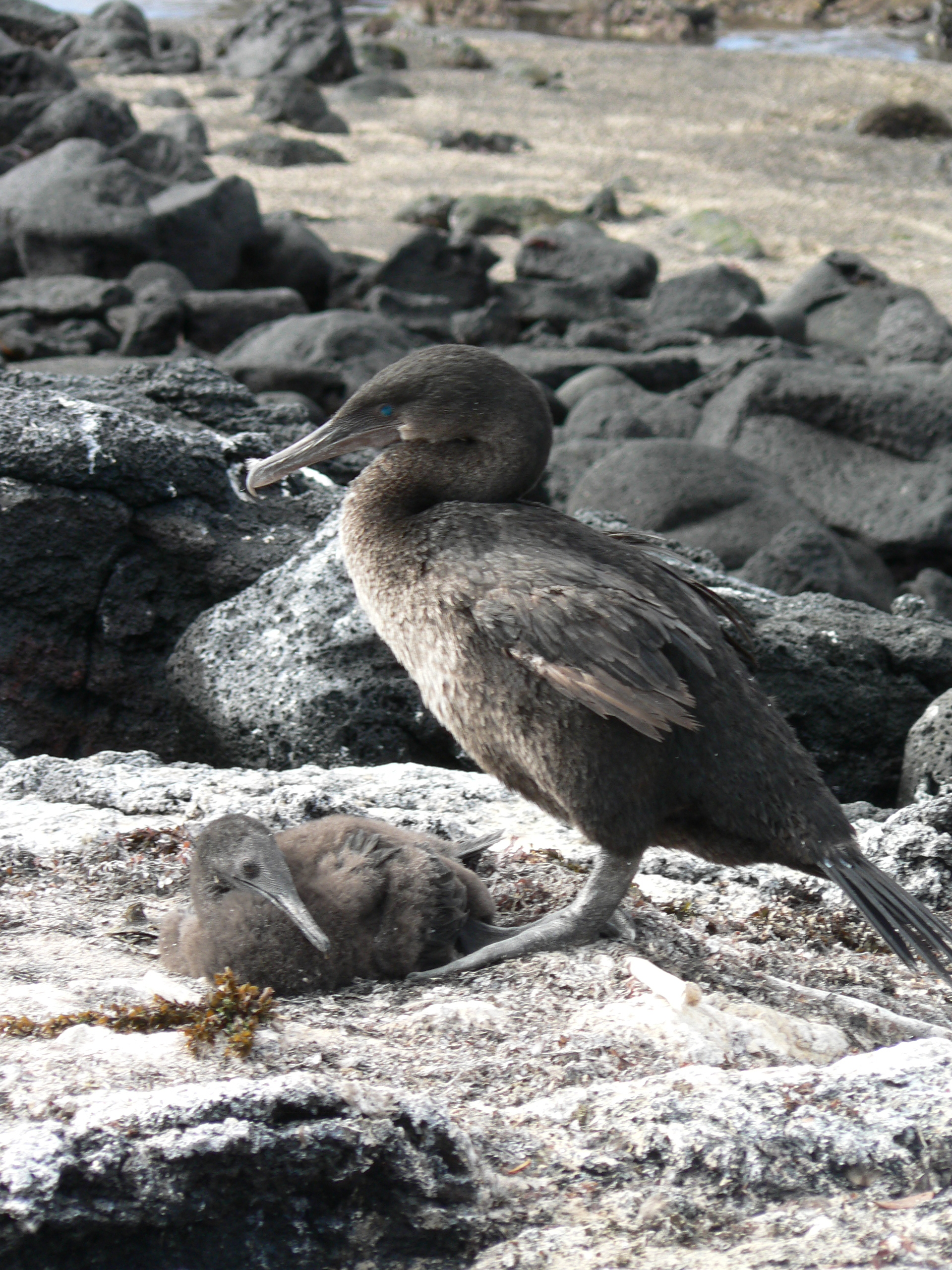
Nőstény a fészkén a fiókájával

A csököttszárnyú kárókatona (Phalacrocorax harrisi) a madarak (Aves) osztályának a szulaalakúak (Suliformes) rendjébe, ezen belül a kárókatonafélék (Phalacrocoracidae) családjába tartozó faj.
Magyarul több neve is van mint például galápagosi kárókatona, galápagosi kormorán, galápagosi csököttszárnyú kárókatona, csököttszárnyú kormorán.
Korábban különálló nembe sorolták, a Nannopterum nembe, Nannopterum harrisi néven. Ezt a nemet egymaga alkotta. Az újabb vélemények szerint nem különbözik annyira a többi kárókatonafajtól, hogy különálló nembe kelljen sorolni, így jelenleg ez a faj is a  Phalacrocorax nem tagja.

## Előfordulása
A faj egyedül a Galápagos-szigeteken honos. A szigetcsoportból is csak a nyugati nagy szigetek némelyikén él.

## Megjelenése
Ez a faj a legnagyobb és legtestesebb faj a kormoránfélék családjából. A kifejlett egyedek nagysága 89-100 centiméter. A tojók súlya 2,3 és 2,7 kilogramm közötti, ezzel ellentétben a testesebb hímek elérhetik a 4 kilogrammos testsúlyt is. Ezzel a faj mintegy kétszer akkora súlyú, mint a repülésre képes rokonai.
Szárnyai nagy mérete ellenére csak 18 centiméter hosszúak és alkalmatlanok egy ekkora súlyú madár levegőbe emelésére. A fajnak nincs is szüksége a repülésre, hisz a szigeteken nincs őshonos emlős ragadozó amelyik elől a levegőbe kellene menekülni és a tenger egész évben ellátja élelemmel, így nem kell vonulnia sem.
Barnás tollazata, mint az összes többi kormoránfajnak sem, neki sem vízálló, így a tengeri  halászat után hosszú időt tölt el a napon hogy teljesen átázott tollait megszárítsa.

## Életmódja
A tengerpartokon víz alá bukással keresi halakból, rákokból és tintahalakból álló táplálékát. A víz alatt ügyesen manőverezik lábai segítségével. Noha többnyire a sekélyebb részeken halászik, olykor akár több száz méterre is eltávolodhat a partok közeléből.

## Szaporodása
A tengerben kezdi el a madárpár jellegzetes násztáncát, egymás mellett úsznak, magasra felemelt testhelyzetben pózolnak egymásnak. A párzás már kint a parton történik.
A tojók egy szezonban kétszer is költhetnek. A faj monogám, de a párok többnyire csak egy fészkelési szezonban maradnak együtt, mivel a tojó hamarabb elhagyja a fiókákat és azok táplálásának befejező szakasza a hímre hárul. 
Kőpárkányokra, tengeri növényekből készített fészekbe rakja tojásait. Fészekaljanként egy-három tojást rak, de ritkán sikerül egy fészekaljból egynél több fiókát felnevelnie egy párnak. Valószínűleg ez is közrejátszik abban, hogy az egyes egyedek életkora viszonylag magas lehet. A populációjukat főként a  táplálék ellátottság mértéke szabályozza. Ennek a fiatal madarak jobban  ki vannak téve, mint  a szülők. Egy-egy nehéz évben nagy veszteségek érhetik a populációt, sok fióka elhullhat. Ehhez úgy tűnik jól alkalmazkodott a faj, a veszteségeket néhány év alatt jól helyre tudja hozni. Az 1983-ban az El Niño jelenség miatt tapasztalt felmelegedés miatti táplálékhiány következtében bekövetkezett állományveszteség nagyon súlyos volt, a teljes populáció 50%-a elpusztult. Utána csak mintegy 400 egyed maradt életben. Az ezt követő évek azonban jó táplálékellátottságúak voltak, így 1999-re újra mintegy 900 egyed élt a fajból.

## Természetvédelmi helyzete

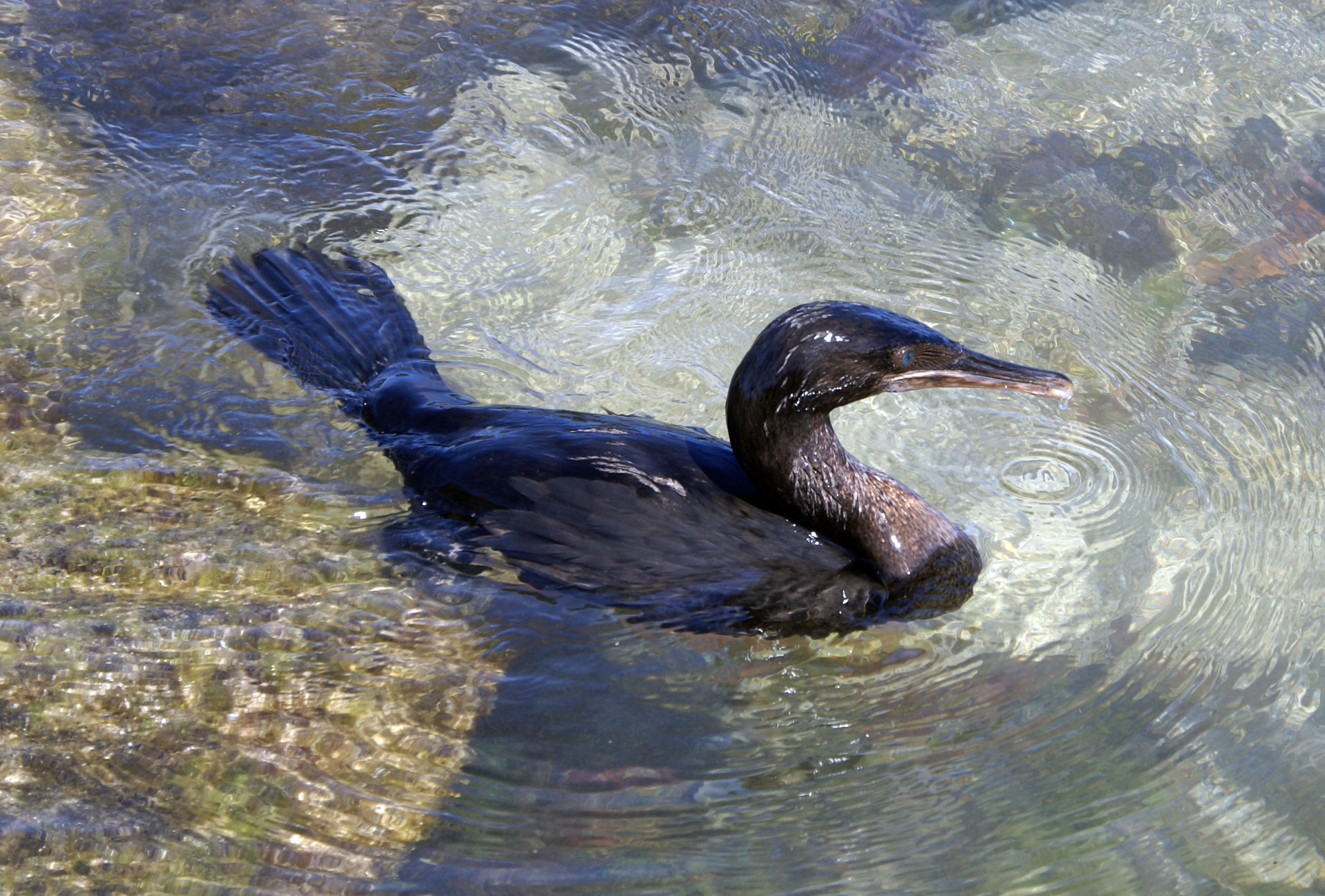
A tengerben úszva

A galapágosi kormorán egyike a legritkább tengeri madárfajoknak. Csak egy viszonylag szűk területen fordul elő, mivel speciális körülményekhez alkalmazkodott. A szigetcsoporton belül is csak a nyugati szigeteken él, mivel csak itt megfelelő egész évben a tengeri áramlás miatt a táplálékellátottság. Röpképetelnsége miatt nem vállalkozhat a szigetek közötti nagyobb tengeri utazásokra sem, mert a Galápagos-szigetek körül gyakori cápák könnyen elejthetik a fajt a nyílt tengeren. Mindezek miatt nem élhetett soha túlzottan nagy populációja a szigeteken. De az emberek érkezése előtt nem számított ritka fajnak. Halízű húsa miatt sosem vadászták a fajt, de a szigetlakók által meghonosított emlős ragadozók (kutyák és macskák) és disznók nagy károkat tudnak okozni a fészkelő madarakban és a fiókákban.
Összállományát a 90'-es évek elején tapasztalható általános visszaesés után, 2004-ben mintegy 1500 egyedre becsülték. A Természetvédelmi Világszövetség Vörös Listáján a „veszélyeztetett” kategóriába sorolja a fajt, részben csekély egyedszáma, részben a táplálékellátottság erősen ingadozó volta miatti esetleges állománycsökkenések miatt.

## Képek

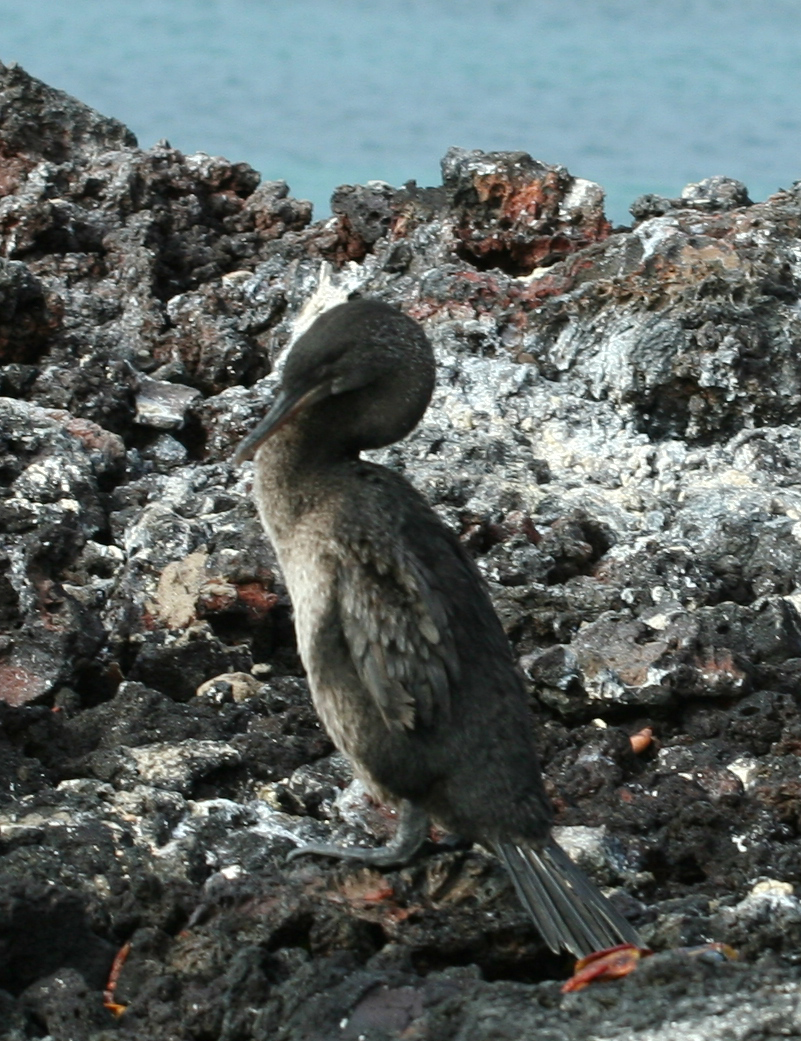
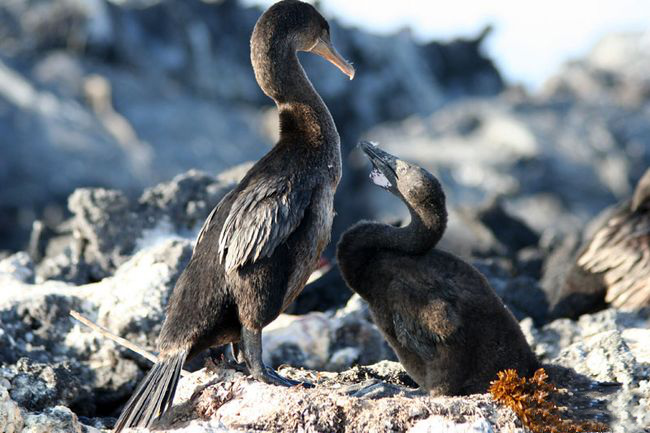
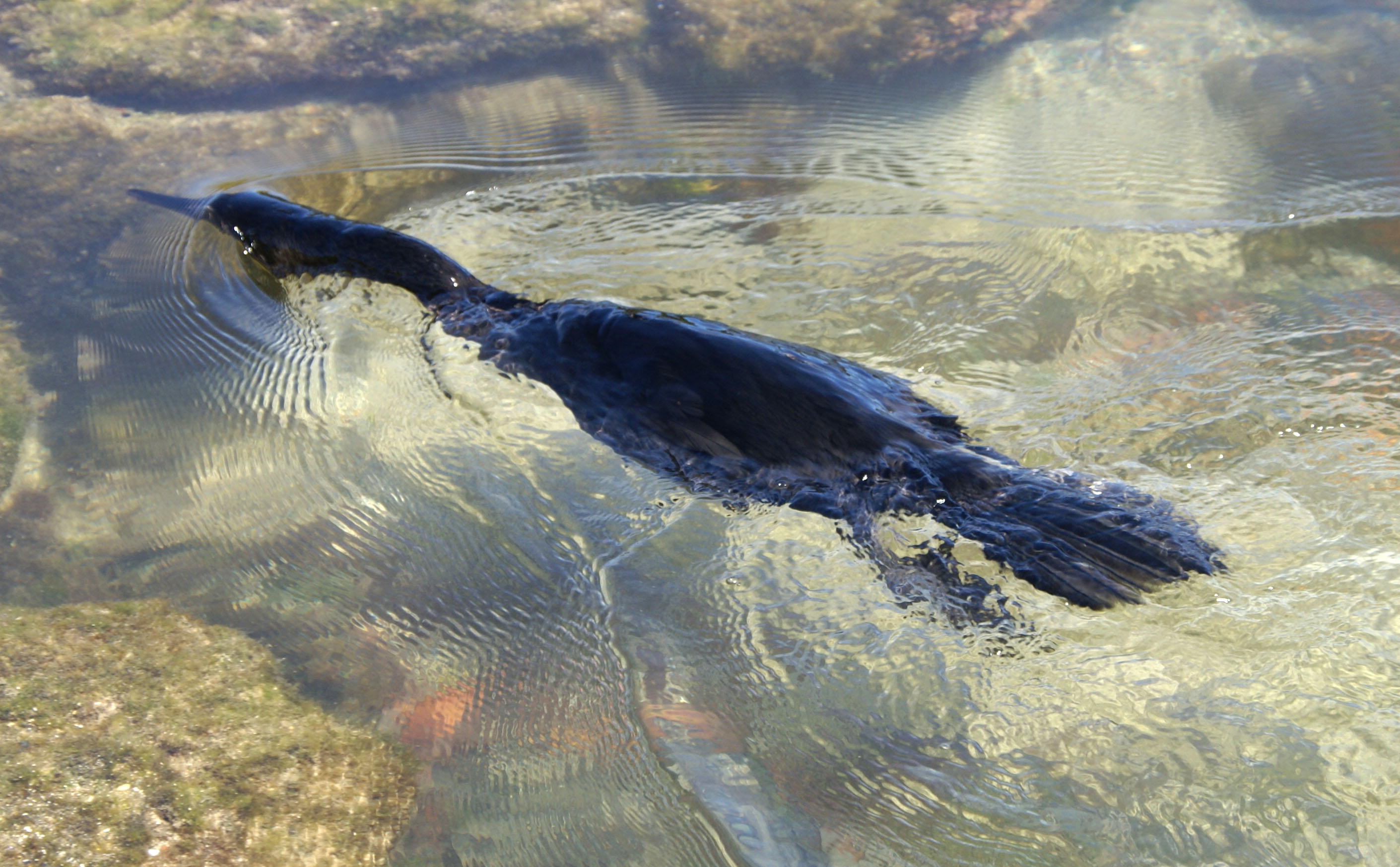
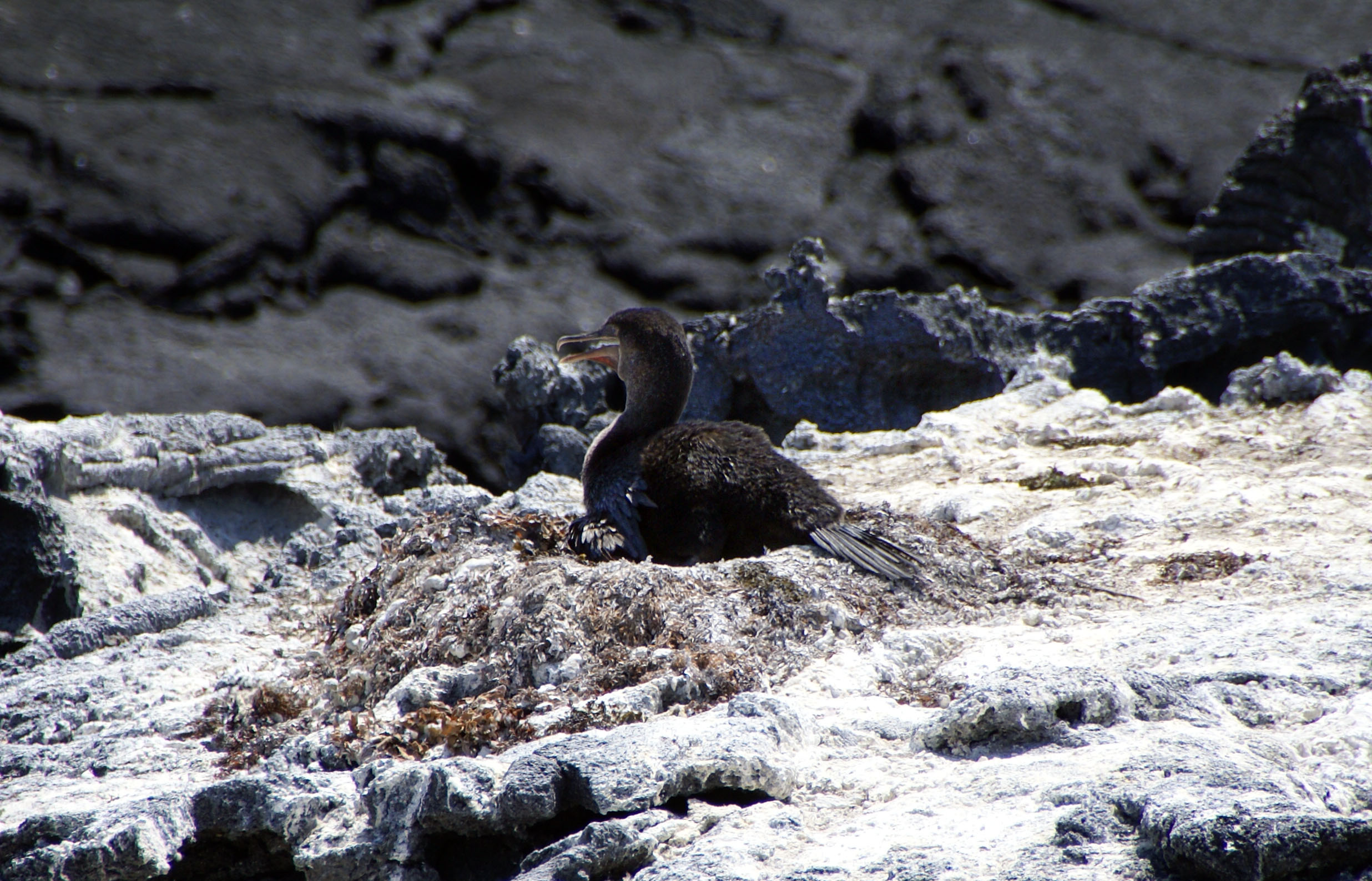

## Fordítás
- Ez a szócikk részben vagy egészben  a   Galapagosscharbe című német Wikipédia-szócikk ezen változatának fordításán alapul.  Az eredeti cikk szerkesztőit annak laptörténete sorolja fel. Ez a jelzés csupán a megfogalmazás eredetét és a szerzői jogokat jelzi, nem szolgál a cikkben szereplő információk forrásmegjelöléseként.